# Ellen Frauenknecht
Ellen Frauenknecht (* 1978 in Heilbronn) ist eine deutsche Redakteurin. Sie ist Moderatorin beim NDR und in der Börsenredaktion des hr.

## Leben und Karriere
Nach ihrem grundständigen Studium der Wirtschaftswissenschaften und Sozialpolitik („Economics and Social Policy“) in London sammelte sie ab 1997 erste journalistische Erfahrungen, zunächst beim Axel Springer Verlag in Hamburg, dann beim Axel Springer Auslandsdienst in London. Ellen Frauenknecht schrieb unter anderem für Bild, Die Welt, Welt am Sonntag und das Hamburger Abendblatt.
Für Bloomberg TV arbeitete sie von 1999 bis 2004 und berichtete unter anderem vom Parkett der New York Stock Exchange und vom deutschen Aktienmarkt für die Bloomberg-Kooperationen FAZ Businessradio und N24. Parallel dazu studierte sie und erlangte 2003 schließlich einen „First Class Honours Bachelor of Science“ in Economics und Social Policy an der Universität London.
Von 2004 bis 2006 berichtete sie für CNBC Europe als Korrespondentin über die Europäische Zentralbank und die Frankfurter Börse. Von 2006 bis 2010 moderierte sie zudem die Wirtschaftsnachrichten des deutschen Auslandssenders DW TV in Berlin.
Seit 2007 ist Frauenknecht regelmäßig für die Tagesschau, Morgen- und Mittagsmagazin, den Sender Phoenix, den hr und EinsExtra im Einsatz.
Ab Mitte des Jahres 2011 übernahm sie zudem die Moderation der Nachrichten in der neu geschaffenen Spätausgabe von NDR aktuell. Hier wechselte sie sich bis 2019 im wöchentlichen Rhythmus mit Thomas Kausch ab.